# Henrik Rödl
Henrik Rödl, né le 4 mars 1969 à Offenbach-sur-le-Main, en Allemagne de l'Ouest, est un joueur et entraîneur allemand de basket-ball. Comme joueur, il évolue au poste d'arrière.

## Carrière
Il devient sélectionneur de l'équipe d'Allemagne en 2017. Son contrat n'est pas renouvelé en août 2021.
En décembre 2021, Rödl est nommé entraîneur du Türk Telekom, club turc basé à Ankara.

### Palmarès
- 3e du championnat du monde 2002
- Champion d'Europe championnat d'Europe 1993
- Champion NCAA 1993 (Caroline du Nord)